# Henri Koudossou
Henri Koudossou (Monaco di Baviera, 3 settembre 1999) è un calciatore tedesco, difensore del Norimberga in prestito dall'Augusta.

## Biografia
Ha origini togolesi.

## Carriera
Koudossou è cresciuto nelle giovanili di Ismaning, Memmingen e Pullach, con cui ha giocato alcuni incontri in Oberliga. Nel 2020 è stato acquistato dall'Augusta che lo ha assegnato alla propria seconda squadra.
Il 20 giugno 2022 ha firmato il suo primo contratto professionistico ed 1º settembre seguente è stato ceduto in prestito all'Austria Lustenau, con cui dieci giorni più tardi ha giocato il suo primo incontro professionistico in Bundesliga austriaca contro il LASK. Il 18 luglio 2023 è passato con la stessa formula nei Paesi Bassi all'ADO Den Haag.
Rientrato in Germania è stato promosso dal club biancorosso in prima squadra ed il 15 settembre ha debuttato nell'incontro di Bundesliga vinto 3-1 contro il St. Pauli.
L'8 agosto 2025 si trasferisce in prestito al Norimberga.

## Statistiche

### Presenze e reti nei club
Statistiche aggiornate al 19 ottobre 2024
| Stagione        | Squadra          | Campionato      | Campionato | Campionato | Coppe nazionali | Coppe nazionali | Coppe nazionali | Coppe continentali | Coppe continentali | Coppe continentali | Altre coppe | Altre coppe | Altre coppe | Totale | Totale | Totale |
| Stagione        | Squadra          | Comp            | Pres       | Reti       | Comp            | Pres            | Reti            | Comp               | Pres               | Reti               | Comp        | Pres        | Reti        | Pres   | Reti   |        |
| --------------- | ---------------- | --------------- | ---------- | ---------- | --------------- | --------------- | --------------- | ------------------ | ------------------ | ------------------ | ----------- | ----------- | ----------- | ------ | ------ | ------ |
| 2020-2021       | Augusta II       | RL              | 4          | 2          | -               | -               | -               | -                  | -                  | -                  | -           | -           | -           | 4      | 2      |        |
| 2021-2022       | Augusta II       | RL              | 27         | 4          | -               | -               | -               | -                  | -                  | -                  | -           | -           | -           | 27     | 4      |        |
| lug.-ago. 2022  | Augusta II       | RL              | 5          | 0          | -               | -               | -               | -                  | -                  | -                  | -           | -           | -           | 5      | 0      |        |
| 2022-2023       | Austria Lustenau | BL              | 6          | 0          | CA              | 0               | 0               | -                  | -                  | -                  | -           | -           | -           | 6      | 0      |        |
| 2023-2024       | ADO Den Haag     | 1D              | 31+2       | 2+0        | CO              | 4               | 0               | -                  | -                  | -                  | -           | -           | -           | 37     | 2      |        |
| 2024-2025       | Augusta II       | RL              | 1          | 0          | -               | -               | -               | -                  | -                  | -                  | -           | -           | -           | 1      | 0      |        |
| 2024-2025       | Augusta          | BL              | 4          | 0          | CG              | 0               | 0               | -                  | -                  | -                  | -           | -           | -           | 4      | 0      |        |
| Totale carriera | Totale carriera  | Totale carriera | 80         | 8          |                 | 6               | 0               |                    | -                  | -                  |             | -           | -           | 86     | 8      |        |